# White Girl
White Girl is een Amerikaanse film uit 2016, geschreven en geregisseerd door Elizabeth Wood. De film ging in wereldpremière op 23 januari op het Sundance Film Festival in de U.S. Dramatic Competition.

## Verhaal
De blonde en knappe studente Leah geniet van het leven, twee weken voor het einde van het semester en zoekt plezier op elke manier. Tussen high worden met haar kamergenote en lijntjes snuiven met haar baas door, trekt ze op met de knappe Puerto Ricaanse drugsdealer Blue. Binnen de kortste keren verkopen ze zakjes drugs aan haar welgestelde blanke collega’s, waardoor ze snel veel geld verdienen en er een luxueuze levensstijl op na houden. Hun euforie komt ten einde wanneer Blue gearresteerd wordt en Leah overblijft met een flinke hoeveelheid cocaïne. Ze twijfelt of ze de drugs zal verkopen om haar vriend te redden of alles voor eigen gebruik zal houden.

## Rolverdeling
| Acteur            | Personage |
| ----------------- | --------- |
| Morgan Saylor     | Leah      |
| Brian 'Sene' Marc | Blue      |
| Justin Bartha     | Kelly     |
| Chris Noth        | George    |
| India Menuez      | Katie     |
| Adrian Martinez   | Lloyd     |